# Berrigan Shire
Berrigan är en kommun i Australien. Den ligger i delstaten New South Wales, i den sydöstra delen av landet, omkring 550 kilometer sydväst om delstatshuvudstaden Sydney. Antalet invånare är 8 365.
Följande samhällen finns i Berrigan:
- Finley
- Barooga
- Tocumwal
- Berrigan
- Boomanoomana

Trakten runt Berrigan består till största delen av jordbruksmark. Runt Berrigan är det mycket glesbefolkat, med 4 invånare per kvadratkilometer. Genomsnittlig årsnederbörd är 633 millimeter. Den regnigaste månaden är februari, med i genomsnitt 80 mm nederbörd, och den torraste är november, med 32 mm nederbörd.